# Via Casilina

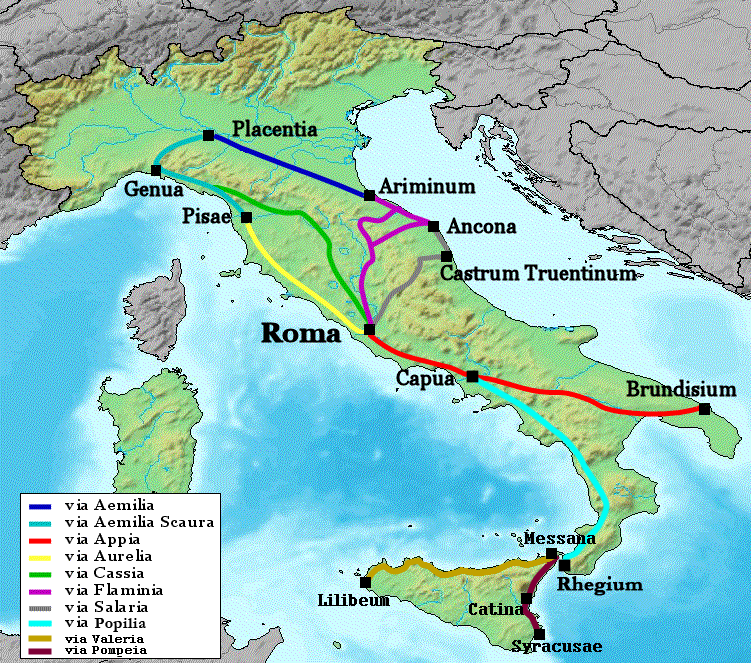
Drogi rzymskie w Italii

Via Casilina – droga rzymska w Lacjum. 
Powstała z połączenia dwóch starszych dróg: Via Latina i Via Labicana. Wybiegała z Rzymu przy Porta Maggiore, najbardziej monumentalną bramą w późniejszych murach Aureliana. Łączyła Wieczne Miasto z antycznym Casilinum (dzisiejsza Kapua koło Neapolu). 